# NGC 2770
إن جي سي 2770 هي مجرة حلزونية من النوع SASc، وتقع على بعد 88 مليون سنة ضوئية في كوكبة الوشق.

## وصلات خارجية
- Astronomers Witness Supernova's First Moments